# Zimmer (producent samochodów)

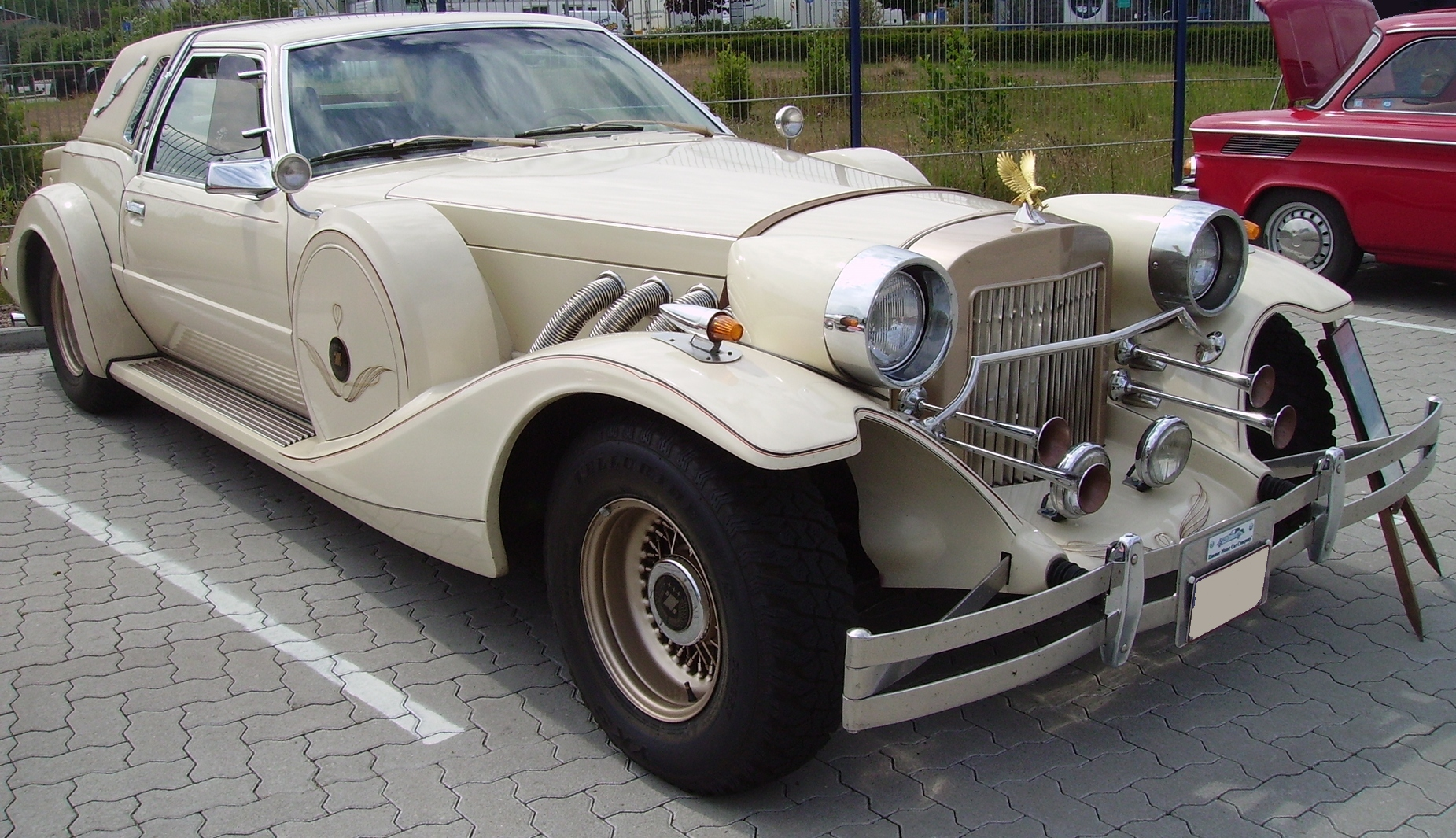
Zimmer Golden Spirit

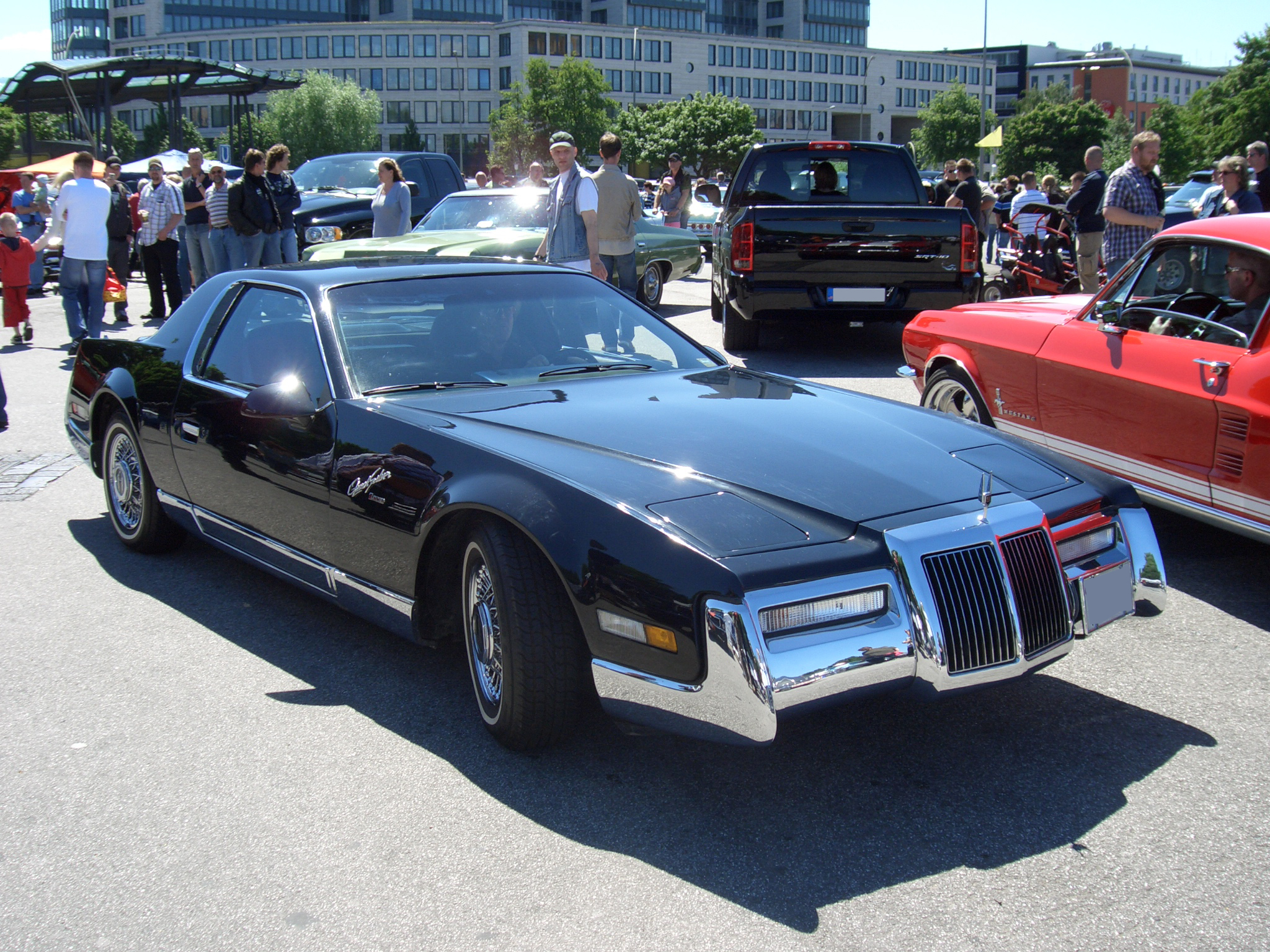
Zimmer Quicksilver

Zimmer Motorcars Corporation – amerykański producent neoklasycznych samochodów osobowych z siedzibą w Syracuse działający w latach 1978–1988.

## Historia
Przedsiębiorstwo Zimmer Motorcars Corporation założone zostało w 1978 roku z inicjatywy przedsiębiorcy Paula Zimmera z miasta Syracuse w aglomeracji Nowego Jorku. Pomysł luksusowego coupé utrzymanego w estetyce neoklasycznej powstał przypadkowo podczas kolacji Zimmera z jego synem, kiedy to na kawałku serwetki narysował wstępny szkic. Jeszcze w roku założenia firma przedstawiła swój pierwszy pojazd realizujący wizję założyciela w postaci dużego, dwudrzwiowego modelu Golden Spirit. Za bazę do zbudowania masywnego, bogato czerpiącego z estetyki motoryzacji lat 30. XX samochodu wykorzystany został relatywnie niewielki Ford Mustang trzeciej generacji, z którego niezmienione pozostały jedynie drzwi i wystrój kabiny pasażerskiej.
W 1984 roku Zimmer poszerzył swoją ofertę o drugi i zarazem ostatni model w swojej historii, tym razem decydując się na skorzystanie z konstrukcji konkurencyjnego wobec Forda koncernu General Motors. W efekcie mniej awangardowo stylizowane coupé Zimmer Quicksilver powstało jako bliźniacza konstrukcja debiutującego wówczas Pontiaka Fiero z centralnie umieszczonym silnikiem.
Historia przedsiębiorstwa Zimmer dobiegła końca dekadę po powstaniu. Z końcem lat 80. XX wieku firma popadła w zadłużenie i utraciła płynność finansową, która uniemożliwiła dalsze funkcjonowanie. Doprowadziło to ogłoszenia bankructwa w 1988 roku, po którym firma zakończyła działalność w dotychczasowej postaci.

### Dalsza historia
Pod koniec lat 90. niepowiązane z rodziną Zimmerów przedsiębiorstwo Art Zimmer odkupiło prawa do produkcji neoklasycznych samochodów na indywidualne zamówienie, opierając je na nowszych konstrukcjach Forda czy Lincolna. Tymczasem klasyczne samochody Zimmera cieszą się popularnością wśród kolekcjonerów, osiągając wysokie ceny na aukcjach z racji swojej nietypowej stylistyki, jak i rzadkości.

## Modele samochodów

### Historyczne
- Golden Spirit (1978–1988)
- Quicksilver (1984–1988)